# 日向灘
日向灘（ひゅうがなだ）は、フィリピン海（北西太平洋）の一部で、宮崎県東部沖合の海域。

## 地形・資源
海上保安庁が発行する日本の水路図誌（海図）にも掲載されており、宮崎県の南端都井岬から大分県佐伯市の鶴御埼までの沖合とされている。
黒潮が都井岬沖を経て四国沖に達するため、イワシ、マグロ、カツオの回遊する好漁場になっている。また、景観が美しく日豊海岸や日南海岸といった国定公園、更にシーガイアなどの観光資源にも恵まれている。

## 歴史
かつては碁石の産地として知られていたが、現在は原料となるハマグリが絶滅寸前に追い込まれている。
今では絶滅したと見られるが、シロナガスクジラなどの大型種やイルカなどの小型種にいたるまでの多様な鯨類、大淀川河口のニホンアシカの棲息地など、豊かな生態系が存在した。日南市には「いるか岬」と呼ばれる地名も残る。

## 災害
この地域では過去より日向灘地震が多数発生している。
今後発生が見込まれている南海トラフ巨大地震の際には、日向灘一帯の海岸に最大12mの津波が到達することが予想されている。

## 日向灘に流れ込む主な川
- 五ヶ瀬川
- 耳川
- 小丸川
- 一ツ瀬川
- 大淀川
- 広渡川